# Troublemakers
Pour les articles homonymes, voir Troublemaker.
Troublemakers est un groupe de musique électronique français, originaire de Marseille, dans les Bouches-du-Rhône.

## Biographie
Le groupe est à l'origine composé de Fred Berthet, Lionel Corsini (alias DJ Oil) et Arnaud Taillefer qui se rencontrent en 1999. Ils signent avec le label américain Guidance Recordings de Chicago, qui sort leur premier album Doubts and Convictions, en 2001, en France, aux États-Unis et au Japon. Le groupe tourne aux États-Unis s'affirmant avec talent sur scène. L’album est réédité l'année suivante, en 2002, en digipack avec deux inédits et un remix. Pour le journal canadien Voir, l'album « s’inscrit parfaitement dans l’air du temps, avec un son très organique, musical et varié (du funk au downtempo, en passant par les beats africains et le vieux soul américain) ».
MK2 Music leur fait réaliser, en 2003, une bande originale de film imaginaire pour le deuxième volet de leur série Stereo Pictures, ce sera Stereo Pictures Vol. 2,. De son côté, Fred Berthet, plus attiré vers l’electro, quitte le groupe et devient DJ Steef. En 2004, le nouveau projet d'Arnaud et de Lionel Express Way, sort sur le label Blue Note : un album accompagnant un film DVD d’Arnaud tourné dans les vieux quartiers de Marseille, dans l'ambiance années 1970 qui leur est caractéristique.
Le titre Get Misunderstood (mix de la voix de Jean-Pierre Léaud dans La Naissance de l'amour, de la bande originale par John Barry du film Le Knack... et comment l'avoir, et de l'introduction du St Louis Blues d'Etta James) est le générique de Les Pieds sur terre, l'émission de Sonia Kronlund sur France Culture et est également bouclé par Radio Nova pour ses interludes musicaux. DJ Oil se lance en 2012 dans une carrière solo avec la sortie de son premier album, Black Notes, bien reçu par la critique et est toujours actif avec un dernier opus sorti en 2018 sur le label Les Disques de la Mort qui s'oriente plus vers des sonorités house.